# Pays de Lovecraft

Carte détaillée des lieux associés au pays de Lovecraft, à la fois réels et imaginaires, sur la côte du comté d'Essex au Massachusetts.

Le pays de Lovecraft (en anglais : Lovecraft Country) décrit l'ensemble des lieux de Nouvelle-Angleterre, fictifs ou réels, utilisés par l'écrivain américain H. P. Lovecraft dans plusieurs de ses récifs fantastiques, et développés par la suite par d'autres écrivains travaillant sur le mythe de Cthulhu. Le critique S. T. Joshi appelle cette région la région de la Miskatonic (Miskatonic region), d'après sa rivière et son université fictives, tandis que son biographe Lin Carter la nomme comté de Miskatonic (Miskatonic county).
À partir des années 1980, le terme est popularisé par Chaosium, éditeur du jeu de rôle L'Appel de Cthulhu. En 1998, dans son supplément Dead Reckoning, Chaosium définit le pays de Lovecraft comme « un territoire situé dans le nord-est du Massachusetts. La portion la plus importante s'étend le long de la vallée de la Miskatonic, de Dunwich à l'extrême ouest jusqu'à son embouchure dans l'océan Atlantique entre Arkham, Kingsport, et Martin's Beach. ».

## Lieux

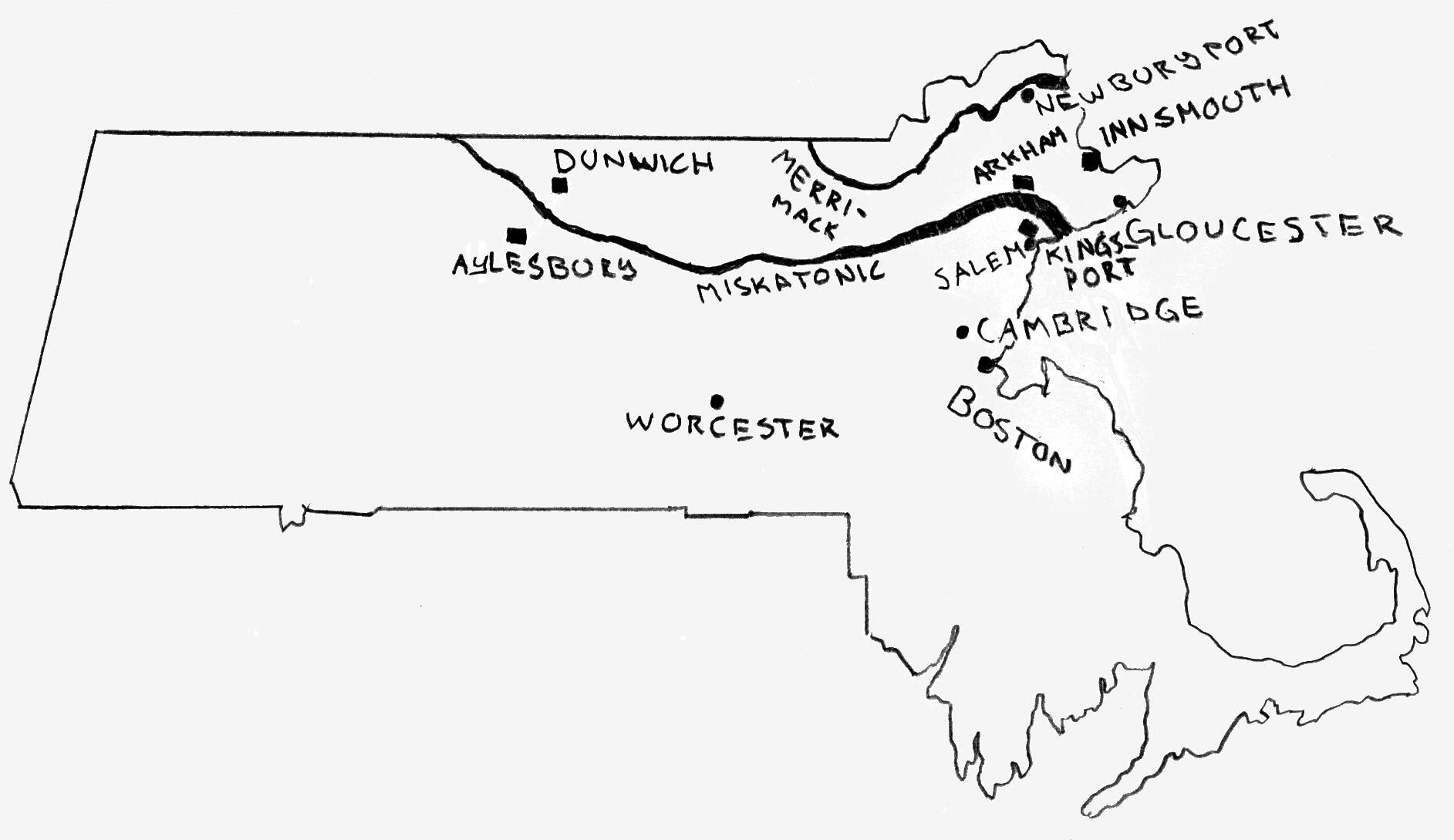
Carte du Massachusetts, comportant certains lieux du pays de Lovecraft, ainsi que le tracé de deux rivières : la Miskatonic (fictive) et le Merrimack (réel).

La plupart des lieux se situent au Massachusetts, particulièrement dans sa partie nord-est, dans le comté d'Essex. Les principaux sont :
- la rivière Miskatonic qui s'écoule dans le nord de l'État et donne son nom à la Miskatonic University ;
- le village de Dunwich ;
- la ville d'Arkham ;
- les ports de Kingsport et Innsmouth.

Cette géographie n'est pas complètement imaginaire : il s'agit plutôt d'une transposition littéraire, les lieux fictifs étant censés s'insérer entre les lieux réels. Cependant, les uns remplacent souvent les autres. Ainsi Kingsport tient de Marblehead (le nom Marble Head, « tête de marbre », rappelle d'ailleurs le Vieux Père Neptune que l'on croit voir sur la falaise de Kingsport dans Le Terrible Vieillard), Arkham de Salem (ville ayant connu un épisode de chasse aux sorcières), etc.
Si on ne se limite pas au nord-est du Massachusetts, il est possible d'inclure d'autres lieux en Nouvelle-Angleterre, comme les collines du sud du Vermont (le cadre de Celui qui chuchotait dans les ténèbres) ou la ville de naissance de Lovecraft, Providence au Rhode Island, où il situe certaines œuvres comme L'Affaire Charles Dexter Ward.

## Invention

### H. P. Lovecraft
Lovecraft utilise pour la première fois le cadre de la Nouvelle-Angleterre en 1920, dans sa nouvelle Le Terrible Vieillard, situé à Kingsport. Il mentionne pour la première fois Arkham et la Miskatonic Valley dans L'Image dans la maison déserte (également écrite en 1920).
Lovecraft mentionne la Miskatonic University dans Herbert West, réanimateur (1921-1922). Il ajoute Dunwich à son paysage imaginaire en 1928 dans L'Abomination de Dunwich et Innsmouth en 1931 dans Le Cauchemar d'Innsmouth.
Parmi les autres œuvres de Lovecraft utilisant ce cadre : Le Festival, La Couleur tombée du ciel, L'Étrange Maison haute dans la brume, La Maison de la sorcière et Le Monstre sur le seuil.
En 1930, dans une lettre à Robert E. Howard, Lovecraft essaye d'expliquer sa fascination avec la Nouvelle-Angleterre comme cadre pour la fiction fantastique : « c'est la légende du Massachusetts noir comme la nuit qui donne le côté vraiment macabre. Voici le matériau pour une sérieuse étude en névrose de groupe ; car certainement, personne ne peut nier l'existence d'un côté profondément macabre dans l'imagination puritaine. »

### August Derleth
Après la mort de Lovecraft en 1937, son ami August Derleth décourage les autres écrivains travaillant sur le mythe de Cthulhu de situer leurs œuvres dans la Nouvelle-Angleterre lovecraftienne. En revanche, il tente lui-même de remplir les blancs dans le cadre, particulièrement dans ses « collaborations » posthumes avec Lovecraft, sur la base des notes et des idées que Lovecraft laisse derrière lui.
Le Rôdeur devant le seuil est situé à Billington's Wood, une forêt fictive au nord d'Arkham, tandis que Witch's Hollow a pour cadre la vallée de la Miskatonic, dans les collines à l'ouest de la ville. Le titre de The Fisherman of Falcon Point fait référence à un promontoire sud la côte au sud d'Innsmouth. Wentworth's Day et The Horror from the Middle Span se passent aux nord de Dunwich, The Gable Window décrit une maison sur Aylesbury Pike.

### Chaosium
Entre 1990 et 1998, Chaosium publie plusieurs livres de jeux situés dans le pays de Lovecraft pour le jeu de rôle L'Appel de Cthulhu, une série créée par Keith Herber. La plupart sont des suppléments de jeu décrivant les villes citées par Lovecraft, mais certains sont des livres d'aventure à part entière :
- Arkham Unveiled (1990)
- Return to Dunwich (1991)
- Kingsport: The City in the Mist (1991)
- Escape from Innsmouth (1992)
- Adventures in Arkham Country (1993)
- Miskatonic University (1994)
- Tales of the Miskatonic Valley
- Dead Reckonings (1998)
- Before the Fall (1998)

Depuis 1998, le terme « pays de Lovecraft » ne semble plus utilisé par Chaosium, bien que certains livres aient été réédités dans les années 2000.

## Autres usages
L'expression « pays de Lovecraft » est parfois utilisé en dehors de la communauté des joueurs de Cthulhu. Return to Lovecraft Country est une compilation de nouvelles situées « dans la Nouvelle-Angleterre de H. P. Lovecraft », publiée par Triad Entertainments en 1996. Eternal Lovecraft, une autre collection de nouvelles publiée par Golden Gryphon Press en 1998, comporte une section intitulée « Lovecraft Country ».